# یوسف‌آباد (نازیل)
یوسف‌آباد روستایی در دهستان نازیل بخش نازیل شهرستان تفتان استان سیستان و بلوچستان ایران است.

## جمعیت
بر پایه سرشماری عمومی نفوس و مسکن در سال ۱۳۹۵ جمعیت این روستا ۹۴ نفر (۳۰خانوار) بوده‌است.